# تونی کروک (راننده مسابقه)
توماس آنتونی دونالد کروک (انگلیسی: Thomas Anthony Donald Crook؛ زادهٔ ۱۶ فوریهٔ ۱۹۲۰ در منچستر، درگذشتهٔ ۲۱ ژانویهٔ ۲۰۱۴) رانندهٔ مسابقات اتومبیل‌رانی فرمول یک اهل بریتانیا بود که از فصل ۱۹۵۲ تا ۱۹۵۳ در مجموع در دو گراند پری شرکت کرد، اما موفق به کسب هیچ امتیازی نشد.
کروک در ۲۱ ژانویهٔ ۲۰۱۴ درگذشت.